# Aelia Sabina
Aelia Sabina a 3. század közepén Aquincumban élt ének- és orgonaművésznő volt, Titus Aelius Iustus, a II. segéd légió víziorgonásának és különzsoldos katonájának 25 éves korában elhunyt „jámbor és kedves” felesége. Személyéről mindössze annyit tudunk, amennyit a szarkofágjára vésett felirat megörökített; a művészetekben jártas, énekét víziorgonával, esetenként líra pengetésével kísérő nő férjét felülmúlóan játszott, zenéjével emelte a rendezvények, vacsorák és estélyek hangulatát.

## Sírládája

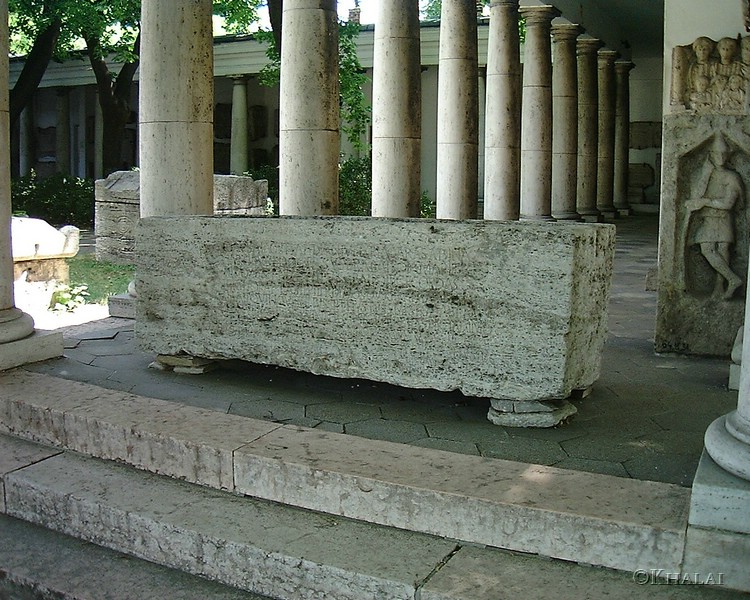
Aelia Sabina szarkofágja az Aquincumi Múzeumban (régi elhelyezés)

1881-82 telén a Filatori mezőn építették Óbuda dunai áradás elleni védelmét biztosító gátat (Filatori gát). Az 5,7 méter magas töltéshez a föld egy részét egy közeli, a Szentendre felé vezető úttól nyugatra, az úgynevezett Raktártéren (Magazinsried) található domborulatból termelték ki, ahol Frey óbudai gazda telkén római kori temetőt találtak. A sírok feltárása során – mely munkálatokat a Magyar Nemzeti Múzeum részéről Torma Károly, Tergina Gyula és Hampel József felügyelt – előkerült egy 2,30 m hosszú, 0,8 m széles, fedél nélküli, üres kősírláda, oldalán verses felirattal. A nehezen kibetűzhető szöveg nyolcsoros hexameteres, az elhunytat dicsérő költemény, melyet a férj, Titus Aelius Iustus, a II. segéd légió dupla zsoldos katonája és tiszteletdíjas orgonistája vésetett a szarkofágra. A férj módosabb anyagi helyzetére utal, hogy a temetés nem fából készült koporsóval, hanem kőből készült sírládába történt, melyet a Budakalász határán található berdói régi mészkőbányában vágtak ki.
Az „S” betűkből kombinált keretbe vésett latin nyelvű szöveg az egyik legszebb pannóniai sírfelirat:
 

(1) Clausa iacet lapidi coniunx pia cara Sabina |

(2) artibus edocta superabat sola maritum |

(3) vox ei grata fuit pulsabat pollice cordas |

(4) sed cito rapta silet; ter denos duxerat annos | he-

(5) u male quinque minus sed plus tres menses habebat |

(6) bis septemque dies vixit haec ipsa superstes | spectata in po-

(7) pulo hydrauli grata regebat | Sis felix quicumque leges te

(8) numina servent | et pia voce cane Aelia Sabina vale | Titus Aelius Iustus 

(9) hydraularius salariarius leg. II. adiutricis coniugi faciendum curavit.
A szöveg szabad fordításban:
„Lezárva e kőben fekszik Sabina a jámbor, drága feleség, művészetekben jártas lévén ő az egyedüli, fölülmúlta férjét, kedves hangja volt, ujjaival pengette a húrokat; de hamarosan elragadva hallgat; harminc esztendőt élt óh jaj! öttel kevesebbet és hozzá három hónapot és 14 napot, ő maga (örökké) fönnmarad; a víziorgonát kezelő nép körében tekintéllyel és nyájasan uralkodott. Légy boldog, bárki olvasod ezeket, őrizzenek meg az istenek és jámbor hangon kiálts: Isten veled Aelia Sabina! — Titus Aelius Justus hydraularius (víziorgonás) a II. legio adjutrix tiszteletdíjas katonája állíttatta a feleségnek.”
A verset többen is átültették magyarra, közülük legismertebb Nagy Lajos és Révay József fordítása.
A szarkofág jelentőségét emeli, hogy Pannoniában ez volt a legelső lelet, amely egy énekesnő nevét megőrizte az utókornak. Az Aquincumi Múzeum állományában található, egykor a régi főépület árkádsorának végén volt látható, újabban teremben van kiállítva az aquincumi víziorgonával együtt. Noha mindkét emlék azonos korból származik, nem bizonyított, hogy Aelia Sabina valaha is játszott volna az ott látható orgonán.

## Emléke
Az e földrajzi helyen élt Aelia Sabina és Titus szerelmének emléke kultúránk részét is képezi, ezért elsősorban Budapest 3. kerületéhez, illetve Aquincumhoz köthetően számtalan alkalommal találkozhatunk nevével:
- Több költő versben örökítette meg emlékét (például Áprily Lajos, B. Tóth Klára, Szent-Gály Kata), míg Palatinus Lili regényt írt róla.[5][6][7][8]
- Decsényi János Sírfelirat Aquincumból  címmel komponált zeneművet 1979-ben, az Óbudai Kamarazenekar fennállásának 25. évfordulójára, amelynek harmadik részében megszólaló énekhang latin szövege a tulajdonképpeni Sírfelirat.
- A Budapest III. kerületi Zeneiskola 1990-ben felvette nevét (Aelia Sabina Alapfokú Művészeti Iskola).[9]
- A fővárosi közgyűlés 2010-ben Aelia Sabina köz néven közterületet nevezett el róla Rómaifürdőn, a Nánási út és a Római part között.